# Осеола (тауншип, Миннесота)
Осеола (англ. Osceola) — тауншип в округе Ренвилл, Миннесота, США. На 2000 год его население составило 219 человек.

## География
По данным Бюро переписи населения США площадь тауншипа составляет 94,0 км², из которых 94,0 км² занимает суша, водоёмов нет.

## Демография
По данным переписи населения 2000 года здесь находились 219 человек, 79 домохозяйств и 57 семей.  Плотность населения —  2,3 чел./км².  На территории тауншипа расположено 100 построек со средней плотностью 1,1 построек на один квадратный километр. Расовый состав населения: 100,00 % белых. Испанцы или латиноамериканцы любой расы составляли 0,46 % от популяции тауншипа.
Из 79 домохозяйств в 38,0 % воспитывались дети до 18 лет, в 65,8 % проживали супружеские пары, в 2,5 % проживали незамужние женщины и в 26,6 % домохозяйств проживали несемейные люди. 24,1 % домохозяйств состояли из одного человека, при том 8,9 % из — одиноких пожилых людей старше 65 лет. Средний размер домохозяйства — 2,77, а семьи — 3,29 человека.
32,4 % населения — младше 18 лет, 5,0 % — в возрасте от 18 до 24 лет, 30,1 % — от 25 до 44, 19,2 % — от 45 до 64, и 13,2 % — старше 65 лет. Средний возраст — 38 лет. На каждые 100 женщин приходилось 100,9 мужчин.  На каждые 100 женщин старше 18 приходилось 117,6 мужчин.
Средний годовой доход домохозяйства составлял 47 917 долларов, а средний годовой доход семьи —  37 500 долларов. Средний доход мужчин —  51 250  долларов, в то время как у женщин — 21 250. Доход на душу населения составил 18 687 долларов. За чертой бедности находились 19,6 % семей и 17,9 % всего населения тауншипа, из которых 27,1 % младше 18 и 12,1 % старше 65 лет.